# Condado de Oglethorpe
El condado de Oglethorpe (en inglés: Oglethorpe County), fundado en 1795, es uno de 159 condados del estado estadounidense de Georgia. En el año 2007, el condado tenía una población de 13 963 habitantes y una densidad poblacional de 11 personas por km². La sede del condado es Lexington. El condado recibe su nombre en honor a James Oglethorpe. El condado de Oglethorpe forma parte del Área metropolitana de Athens - Condado de Clarke.

## Geografía
Según la Oficina del Censo, el condado tiene un área total de 1145 km² (442,1 mi²), de la cual 1142 km² (440,9 mi²) es tierra y 3 km² (1,2 mi²) (0.24%) es agua.

### Condados adyacentes
- Condado de Elbert (noreste)
- Condado de Wilkes (este)
- Condado de Taliaferro (sureste)
- Condado de Greene (sur)
- Condado de Oconee (oeste-suroeste)
- Condado de Clarke (oeste)
- Condado de Madison (norte)

## Demografía
Según el censo de 2000, había 12 635 personas, 4849 hogares y 3539 familias residiendo en la localidad. La densidad de población era de 11 hab./km². Había 5368 viviendas con una densidad media de 5 viviendas/km². El 90.59% de los habitantes eran blancos, el 6.96% afroamericanos, el 0.30% amerindios, el 0.40% asiáticos, el 0.03% isleños del Pacífico, el 0.57% de otras razas y el 1.16% pertenecía a dos o más razas. El 1.71% de la población eran hispanos o latinos de cualquier raza.
Los ingresos medios por hogar en la localidad eran de $35 578, y los ingresos medios por familia eran $41 443. Los hombres tenían unos ingresos medios de $30, 733 frente a los $22 289 para las mujeres. La renta per cápita para el condado era de $17 089. Alrededor del 13.20% de la población estaban por debajo del umbral de pobreza.

## Transporte
- U.S. Route 78
- SR 22
- SR 77

## Localidades
- Arnoldsville
- Crawford
- Lexington (sede)
- Maxeys